# Gregor Ferretti
Gregor Ferretti (Lugo, 22 marzo 1980) è un cantautore italiano.

## Biografia

### Gli esordi
Gregor Ferretti in arte Gregor, nasce a Lugo di Romagna, il 22 marzo 1980 e trascorre l'infanzia a Porto Fuori, frazione di Ravenna dove frequenta l'Istituto d'Arte per il Mosaico “Gino Severini” conseguendo la maturità in Arte applicata. 
Studia a Bologna e consegue la Laurea in Discipline Della Musica e dello spettacolo - DAMS.
Nel marzo 2010 pubblica la raccolta di poesie e canzoni Conflitti Postumi (1998 – 2008) presso l’editore nazionale Moby Dick.
Nel marzo del 2014 viene incluso nell’antologia I volti delle parole (Editore Fondazione Tito Balestra Onlus, Longiano 2014) insieme ai più importanti esponenti della poesia italiana, fra i quali Tonino Guerra, Ennio Cavalli, Mariangela Gualtieri.
Nel giugno del 2014, pubblica la seconda raccolta poetica Alfabeto della terra e altri canti, postfazione e illustrazione di copertina di Alfredo Rapetti Mogol, in arte Cheope.
Nel 2008 pubblica il brano d'esordio, e videoclip, Portuale
Nel dicembre 2012, partecipa ad Area Sanremo con la canzone La Divisione Aritmetica venendo selezionato fra i 40 finalisti dell’Accademia di Sanremo Giovani.
Il 9 settembre 2014 pubblica l’album di esordio La Divisione Aritmetica.
Dall’album vengono estratti ed entrano in rotazione radiofonica nazionale i tre singoli La Divisione Aritmetica, Cameriere e Portuale.
Il 16 settembre 2017 esce in radio Quartiere Generale, titolo del brano che segna l’atteso ritorno di PFM – Premiata Forneria Marconi sulle scene musicali mondiali a 14 anni di distanza dall’ultimo disco di inediti.
Il 27 ottobre 2017 esce dell’album Emotional Tattoos (InsideOutMusic/Sony Music) che viene pubblicato in contemporanea in due versioni differenti (una italiana e una inglese). I testi dei brani in italiano sono stati scritti a quattro mani da Franz di Cioccio e Gregor Ferretti.

## Discografia

### Solista
- 2008 - Portuale (Musicultura/Venus)
- 2011 - La Divisione Aritmetica (Aereostella/Self)

### Come autore
- 2006 - Emotional Tattoos per Premiata Forneria Marconi – PFM (InsideOutMusic/Sony Music)

### Videoclip
- 2008 - Portuale (regia di Sandro Mazzanti)
- 2014 - La Divisione Aritmetica (regia di Sandro Mazzanti)